# Kyuso sub-county
Kyuso sub-county är ett distrikt i Kenya.   Det ligger i länet Kitui, i den centrala delen av landet, 170 km nordost om huvudstaden Nairobi.